# 아이작 오코롱쿼
아이작 오코롱쿼(영어: Isaac Okoronkwo, 1978년 5월 1일 ~ )는 나이지리아의 전 축구 선수로, 포지션은 센터백였다.

## 구단 경력
오코롱쿼는 나이지리아 클럽 줄리어스 버거로 옮기기 전에 FC 라고스에서 그의 경력을 시작했다. 나이지리아 밖에서 그의 첫 번째 클럽은 카타르의 알라이얀에서 6개월 동안 활동했지만, 그 클럽은 그를 이 기간을 넘기지 못하게 할 여유가 없었고 그는 집으로 이와얀우 네셔널로 돌아왔다. 그는 몰도바 클럽 셰리프 티라스폴과 함께 두 시즌 동안 다시 해외로 향하기 전에 그곳에서 한 시즌을 보냈다. 2000년 여름, 그는 우크라이나의 샤흐타르 도네츠크와 계약했다.
샤흐타르와 함께 그는 UEFA 챔피언스리그와 UEFA컵에서 뛰었고, 2001년 우크라이나 컵과 2002년 리그 타이틀을 거머쥐었다. 2003년 그의 계약이 만료된 후, 샬케 04와 보루시아 묀헨글라트바흐와 같은 몇몇 프리미어리그와 분데스리가 클럽들은 그와 계약을 맺으려고 했다. 그는 결국 새롭게 승격된 프리미어리그 팀 울버햄프턴 원더러스와 1년 계약을 맺었다. 하지만 오코롱쿼가 잉글랜드에서 보낸 시간은 성공을 증명하지 못했는데, 그 시기가 되면 그는 거의 확실한 강등에 직면하게 되는 시즌의 마지막 몇 달까지 팀에 침입할 수 없었기 때문다. 그들이 강등을 당한 후, 오코롱쿼는 방출되었고 결국 알라니아 블라디카브카즈와 함께 러시아에서 뛰기로 결정했다. 알라니아는 2005년에 재정적인 문제로 접혔고 그는 2006년에 모스크바와 계약을 맺었고, 곧 그의 새로운 클럽에서 중요한 선발 라인업의 구성원이 되었다. 그 시즌에 그는 헥토르 브라카몬테와 함께 이번 시즌의 클럽 선수로 뽑혔다.

## 국가대표팀 경력
오코롱쿼는 2001년 1월 13일 잠비아와의 경기에서 데뷔 전을 치른 후 나이지리아 국가대표팀에서 25경기를 뛰었다. 그는 2002년과 2004년 아프리카 네이션스컵 (두 번 모두 3위로 마감)과 2000년 올림픽 축구에서 뛰었다. 그는 또한 2002년 FIFA 월드컵에서 나이지리아 국가대표팀으로 뛰었지만 조별 리그를 통과하지 못했다.

## 수상
나이지리아
- 아프리카 네이션스컵 : 3위 (2004년)[1]